# Angusticlave

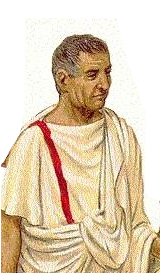
Dibujo representando un angusticlave.

El angusticlave, en latín angustus clavus, era una túnica adornada con un lazo y una banda estrecha de púrpura que llevaban entre los romanos los caballeros, los magistrados plebeyos inferiores y los hijos de senadores. Se denomina así (angustus clavus: banda estrecha) por oposición al laticlave (latus clavus: amplia banda) que llevaban los patricios, senadores y altos personajes cuyos lazo y banda eran muy anchos.
Por extensión, puede designar una función ocupada por un caballero. Por ejemplo, los tribunos de los soldados angusticlave son los seis caballeros que componen una milicia ecuestre (función preparatoria del Orden ecuestre) para el estado mayor de una legión. El tribuno de los soldados laticlave por su parte es un joven hombre del orden senatorial que, como los seis precedentes, efectúa una función preparatoria (de su cursus honorum) para el estado mayor de una legión.